# Стрибки на батуті на літніх Олімпійських іграх 2024 — чоловіки
Змагання зі стрибків на батуті серед чоловіків на літніх Олімпійських іграх 2024 відбудуться 2 серпня на АккорГотелс Арені. Змагатимуться 16 спортсменів з 15-ти країн.

## Результати
Правила кваліфікації: перші 8 гімнастів (1-ша + 2-га спроба) виходять до фіналу. 

### Кваліфікація
| Місце | Спортсмен           | Країна                                | 1-ша спроба | 2-га спроба | Загалом | Примітки |
| ----- | ------------------- | ------------------------------------- | ----------- | ----------- | ------- | -------- |
| 1     | Іван Литвинович     | Індивідуальні нейтральні атлети (AIN) | 63,420      | 42,580      | 63,420  | Q        |
| 2     | Ван Зисай           | Китай (CHN)                           | 60,950      | 62,230      | 62,230  | Q        |
| 3     | Янь Ланюй           | Китай (CHN)                           | 61,420      | 62,220      | 62,220  | Q        |
| 4     | Ділан Шмідт         | Нова Зеландія (NZL)                   | 59,510      | 60,810      | 60,810  | Q        |
| 5     | Габріель Албугуєрге | Португалія (POR)                      | 59,750      | 31,070      | 59,750  | Q        |
| 6     | П'єр Гозу           | Франція (FRA)                         | 58,520      | 59,100      | 59,100  | Q        |
| 7     | Зак Перзаманос      | Велика Британія (GBR)                 | 58,800      | 59,030      | 59,030  | Q        |
| 8     | Анхель Ернандес     | Колумбія (COL)                        | 57,900      | 58,640      | 58,640  | Q        |
| 9     | Даніл Муссабаєв     | Казахстан (KAZ)                       | 58,070      | 52,550      | 58,070  | R1       |
| 10    | Аляксей Шостак      | США (USA)                             | 57,350      | 6,120       | 57,350  | R2       |
| 11    | Фабіан Фогель       | Німеччина (GER)                       | 29,120      | 56,890      | 56,890  |          |
| 12    | Раян Дутра          | Бразилія (BRA)                        | 56,370      | 56,210      | 56,370  |          |
| 13    | Брук Беті           | Австралія (AUS)                       | 55,890      | 23,150      | 55,890  |          |
| 14    | Давід Вега          | Іспанія (ESP)                         | 55,620      | 28,160      | 55,620  |          |
| 15    | Бенні Візані        | Австрія (AUT)                         | 54,990      | 12,460      | 54,990  |          |
| 16    | Руйсей Нішіока      | Японія (JPN)                          | 24,710      | 35,750      | 35,750  |          |

## Фінал
| Місце | Спортсмен           | Країна                                | Складність | Виконання | Flight | Horiz. Disp. | Збавка | Загалом |
| ----- | ------------------- | ------------------------------------- | ---------- | --------- | ------ | ------------ | ------ | ------- |
| 1     | Іван Литвинович     | Індивідуальні нейтральні атлети (AIN) | 18,400     | 16,700    | 18,490 | 9,500        |        | 63,090  |
| 2     | Ван Зисай           | Китай (CHN)                           | 18,000     | 17,000    | 17,590 | 9,300        |        | 61,890  |
| 3     | Янь Ланюй           | Китай (CHN)                           | 17,800     | 16,600    | 17,850 | 8,900        | -0,2   | 60,950  |
| 4     | Зак Перзаманос      | Велика Британія (GBR)                 | 18,500     | 14,300    | 17,540 | 9,500        |        | 59,840  |
| 5     | Габріель Албугуєрге | Португалія (POR)                      | 18,000     | 15,500    | 17,240 | 9,000        |        | 59,740  |
| 6     | П'єр Гозу           | Франція (FRA)                         | 17,100     | 15,600    | 16,940 | 9,300        |        | 58,940  |
| 7     | Анхель Ернандес     | Колумбія (COL)                        | 16,000     | 13,700    | 15,250 | 8,200        |        | 53,150  |
| 8     | Ділан Шмідт         | Нова Зеландія (NZL)                   | 6,300      | 5,000     | 5,500  | 2,700        |        | 19,500  |